# Rodniki (Oblast' di Mosca)
Rodniki (in russo Родники?) è una cittadina della Russia europea centrale, situata nell'oblast' di Mosca. Apparteneva amministrativamente al Ramenskij rajon.
Sorge nella parte centrale dell'oblast', una ventina di chilometri circa a sudest di Mosca.